# Synapseudes setoensis
Synapseudes setoensis är en kräftdjursart som beskrevs av Sueo M. Shiino 1951. Synapseudes setoensis ingår i släktet Synapseudes och familjen Metapseudidae. Inga underarter finns listade i Catalogue of Life.